# Verbandsgemeinde Wöllstein
La comunità amministrativa di Wöllstein (Verbandsgemeinde Wöllstein) si trova nel circondario di Alzey-Worms nella Renania-Palatinato, in Germania.

## Comuni
Fanno parte della comunità amministrativa i seguenti comuni:
| Comune, città              | Sup. (km²) | Abitanti |
| -------------------------- | ---------- | -------- |
| Eckelsheim                 | 4,92       | 404      |
| Gau-Bickelheim             | 7,99       | 2 170    |
| Gumbsheim                  | 3,34       | 624      |
| Siefersheim                | 6,28       | 1 263    |
| Stein-Bockenheim           | 5,55       | 663      |
| Wendelsheim                | 12,56      | 1 400    |
| Wöllstein                  | 12,00      | 4 584    |
| Wonsheim                   | 8,79       | 903      |
| Verbandsgemeinde Wöllstein | 61,44      | 12 011   |

(Abitanti al 31 dicembre 2021)